# Карпова Надія Олексіївна
Надія Олексіївна Карпова (рос. Надежда Алексеевна Карпова; нар. 9 березня 1995, Ярославль, Росія) — російська футболістка, нападниця іспанського клубу «Еспаньйол» та збірної Росії. Єдина дівчина зі списку «Їх вибрав Мессі». Відкрита лесбійка ().

## Ранні роки
Народилася 9 березня 1995 року у Ярославлі. Батько — Олексій Валентинович Карпов, у минулому футболіст-аматор, який виступав за клуби «Нафтовик»,  «Шинник» і «Дизельапаратура».
Мати — співробітниця Сбербанку Росії . За словами батька, Надя народилася практично в спортзалі. Займалася катанням на роликових ковзанах (так званими агресивними роликами)  . Футболом зайнялася ще у початковій школі .

## Клубна кар'єра
Вихованка ДЮСШ № 13 міста Ярославль, перший тренер — Микола Володимирович Фадеєнко.
У червні 2010 року отримала пропозицію з училища олімпійського резерву Звенигорода, жіноча команда якого належала «Росіянці», яка грала в першій лізі. Підписала перший професіональний контракт в травні 2014 року.
У чемпіонаті Росії дебютувала 11 травня 2014 року в складі «Зоркий» в матчі проти «Мордовочки», вийшовши на заміну на 88-й хвилині матчу замість іспанки Марії Руїз Роман.
За «Чертаново» дебютувала 19 квітня 2015 року в матчі проти «Кубаночки». 9 травня відзначилася першим голом в чемпіонаті Росії в ворота «Рязань-ВДВ». 9 серпня в матчі проти «Кубаночка» на 43-ій хвилині вперше в своїй кар'єрі була видалена.
7 травня 2016 року в матчі 2-го туру чемпіонату Росії проти «Кубаночкм» відзначилася 4 голами (5:2), зробивши перший покер у кар'єрі. За підсумками чемпіонату стала найкращою бомбардиркою, забивши 8 м'ячів.
20 вересня офіційно перейшла в «Валенсію», підписавши 2-річний контракт. 30 жовтня 2017 року забила перший м'яч у чемпіонаті Іспанії в ворота «Атлетіко», через 4 хвилини після виходу на заміну. У листопаді 2017 року визнана найкращим гравцем 9-го туру іспанської Прімери.
Наприкінці грудня 2018 року «Валенсія» та Карпова домовилися про розірвання договору за взаємною згодою.
4 січня 2019 року стало відомо про те, що Карпова продовжить кар'єру в складі іспанської «Севільї».
23 червня 2020 року Карпова покинула «Севілью» вільним агентом. За час виступу в клубі, в сезоні 2019/20 року росіянка взяла участь в 20 матчах та відзначилася 6 голами.

## Кар'єра в збірній
У молодіжній збірній Росії дебютувала 20 жовтня 2012 року в матчі відбіркового раунду чемпіонату Європи WU-19 років проти Азербайджану (5:0) та відзначилася 2 голами.
2 червня 2016 року дебютувала в збірній Росії у відбірковому раунді чемпіонату Європи проти збірної Туреччини (2:0), на 64-й хвилині відзначилася голом та гольовою передачею на 47-ій хвилині. У другому матчі за збірну 6 червня на 21-ій хвилині забила свій другий м'яч у складі збірної в ворота збірної Хорватії (3:0).
У 2016 році стала найкращим бомбардиром збірної Росії з 4-ма голами.

## Стиль гри
Має дужу фізичну силу та нападний стиль гри: при зростанні 179 см та вазі 69 кг (дані на початок чемпіонату Європи 2017 року) Карпова вирізняється динамічним стилем гри. Тактично вона заважає супернику організувати атаку, а за кутових йде відпрацьовувати в захисті. За своїми словами, на полі вона часто зазнає провокацій, проте стримує себе, щоб не полізти у бійку. Своїми кумирами вважає Луїса Суареса та   бразильця Дієго Косту  .

## Погляди
Є супротивником російського вторгнення в Україну. Свої погляди активно висловлює в Інстаграмі, де має понад 100 тис.  фоловеров .
Негативно ставиться до російської державної пропаганди :

Пропаганда намагається переконати росіян у тому, що росіяни — особлива нація і тому «весь світ проти нас та нашої унікальної історичної ролі».
Я не вважаю росіян особливими. Водночас я не соромлюся, що я росіянка, тому що росіяни і Путін – це не одне й те саме. Путін забрав наше майбутнє, але зробив це за нашої мовчазної згоди. Більшість просто заплющує очі [на дії уряду], вважаючи, що їх це не стосується. 
Оригінальний текст (англ.)
Russian propaganda is trying to persuade Russians that we are a very special nation and the whole world is against us and our 'unique mission'. 
What unique mission are you talking about? I don't think that Russians are special. At the same time, I am not ashamed to be Russian, as Russia doesn't mean the government and Vladimir Putin.
"Putin took everything from us, he took our future. At the same time, he did it with our tacit consent. They [the government], didn't witness strong resistance. Most people were just closing their eyes to injustice, thinking it's not their business.

## Сексуальна орієнтація
Відкрита лесбійка . Переїхавши до Іспанії перестала ховатися:
Я зрозуміла, що тут не існує засудження лесбійок і що ніхто не переслідуватиме мене за те, що я живу з дівчиною. 
Оригінальний текст (англ.)
[] I also understood that no one would blame me for living with a girl and that there is no stigma here for being a lesbian.

## Досягнення
- Чемпіонат Росії
  -  Срібний призер (1): 2014

- Найкращі бомбардири чемпіонату Росії: 2016

- Міжнародний турнір у Бразилії
  -  Бронзовий призер (1): 2016